# Mitch Johnson
Mitchell Johnson (Seattle, Washington, 29 de noviembre de 1986) es un exjugador y entrenador de baloncesto estadounidense que actualmente es el entrenador jefe de los San Antonio Spurs de la NBA. Con 1,85 metros de altura, jugaba en la posición de base.

## Trayectoria

### Instituto
De 2002 a 2005 jugó para el instituto O'Dea High School bajo la dirección del entrenador Phil Lumpkin, donde fue el capitán del equipo. Durante su tiempo en O'Dea, fue cuatro veces seleccionado All-Metro, tres veces All-Area de honor, dos veces All-State, una vez MVP del torneo estatal y una vez MVP de la Conferencia Metro. Promedió 22 puntos y 8 asistencias en su temporada sénior, y ayudó a O'Dea a conseguir dos campeonatos estatales.

### Universidad
Luego jugó para los Cardinal de la Universidad Stanford  de 2005 a 2009, promediando 5 puntos, 3 rebotes y 4 asistencias en 27 minutos a lo largo de las cuatro temporadas.

#### Estadísticas
| Año     | Equipo   | PJ  | PT  | MPP  | %TC  | %3P  | %TL  | RPP | APP | ROB | TPP | PPP |
| ------- | -------- | --- | --- | ---- | ---- | ---- | ---- | --- | --- | --- | --- | --- |
| 2005–06 | Stanford | 30  | 20  | 22.5 | .314 | .283 | .774 | 2   | 3.3 | .8  | .1  | 3.4 |
| 2006-07 | Stanford | 31  | 20  | 23.5 | .356 | .321 | .821 | 2.8 | 3.3 | .9  | .0  | 4.3 |
| 2007-08 | Stanford | 36  | 35  | 31.5 | .421 | .388 | .644 | 4.3 | 5.2 | .8  | .1  | 6.7 |
| 2008-09 | Stanford | 32  | 32  | 29   | .420 | .368 | .698 | 2.5 | 4.5 | 1.2 | .1  | 6.6 |
| Total   | Total    | 129 | 107 | 26.8 | .388 | .348 | .708 | 2.9 | 4.1 | .9  | .1  | 5.3 |

### Profesional
Después de dejar Stanford, se presentó al draft de la NBA de 2009, donde no fue seleccionado. Se unió a los Tulsa 66ers el 1 de noviembre de 2009. El 16 de diciembre de 2009, los 66ers cortaron su contrato. Johnson jugó profesionalmente en la G League y Europa durante tres años, antes de decidir dedicarse a ser entrenador.

### Entrenador
Para empezar su carrera en los banquillos, fue entrenador interino en la Universidad de Seattle en 2011, trabajó como entrenador para un equipo de la AAU en la Nike Elite Youth Basketball League, y en la temporada 2015-2016 se convirtió en entrenador asistente de los Portland Pilots en la Universidad de Portland.

#### Austin Spurs (2016-2019)
En 2016 llegó a la organización de los San Antonio Spurs, ejerciendo como entrenador asistente de los Austin Spurs, el equipo afiliado en la G League. En 2018, se convirtió en campeón de la liga de desarrollo con el equipo.

#### San Antonio Spurs (2019-presente)
El 20 de septiembre de 2019, los San Antonio Spurs le contrataron como entrenador asistente del entrenador jefe Gregg Popovich. Los Spurs lo ascendieron a entrenador asistente a tiempo completo el 12 de noviembre de 2020 para reemplazar a Tim Duncan, leyenda del equipo como jugador, quien renunció a su puesto. El 15 de mayo de 2021, Johnson fue el entrenador jefe interino en una derrota por 140-103 contra los Phoenix Suns mientras Popovich se ausentaba para ver la introducción de Tim Duncan al Salón de la Fama del Baloncesto. Luego fue nuevamente el entrenador jefe interino en una victoria por 110-99 contra los Indiana Pacers el 2 de marzo de 2023, debido a una enfermedad del entrenador principal. El 2 de noviembre de 2024, Popovich fue apartado indefinidamente de sus funciones como entrenador debido a un problema de salud, que finalmente se reveló como un derrame cerebral, y Johnson se convirtió en el entrenador en jefe interino de los Spurs. Comenzó a entrenar a los Spurs el propio 2 de noviembre en un partido contra los Minnesota Timberwolves, después de haber sido informado del incidente dos horas y media antes del inicio del encuentro, y los Spurs se hicieron con la victoria por 113-103. Finalmente se desempeñó como entrenador principal interino hasta el final de la temporada 2024-25, ya que Popovich no pudo entrenar durante el resto de la temporada.
El 2 de mayo de 2025, fue ascendido a entrenador jefe de los Spurs de forma permanente, tras la decisión de Popovich de retirarse tras 29 temporadas y transicionar al puesto de presidente de operaciones baloncestísticas. Tres días después, el 5 de mayo, fue la rueda de prensa de su presentación oficial como entrenador del equipo.
Como Popovich solo dirigió cinco partidos durante la temporada 2024-25, la NBA anunció el 2 de julio de 2025 que el récord de 32–45 en los 77 partidos restantes sería otorgado a Johnson.

## Vida personal
Es hijo del exjugador de la NBA John Johnson, campeón de las Finales de la NBA de 1979 con los Seattle SuperSonics, y Jenny Redman.

## Estadísticas como entrenador
| Equipo      | Año     | P  | V  | D  | V–D% | Finalizado      | PP | VP | DP | PV–D% | Resultado   |
| ----------- | ------- | -- | -- | -- | ---- | --------------- | -- | -- | -- | ----- | ----------- |
| San Antonio | 2024-25 | 77 | 32 | 45 | .416 | 4.º en Suroeste | —  | —  | —  | —     | No playoffs |
| Total       | Total   | 77 | 32 | 45 | .416 |                 | —  | —  | —  | —     |             |